# قاسم‌آباد (فریمان)
قاسم‌آباد (فریمان)، روستایی از توابع بخش مرکزی شهرستان فریمان در استان خراسان رضوی ایران است.فاقد جاده آسفالته و دارای مسجد و مدرسه کانکسی است.

## جمعیت
این روستا در دهستان بالابند قرار دارد و براساس سرشماری مرکز آمار ایران در سال ۱۳۸۵، جمعیت آن ۹۳ نفر (۱۹خانوار) بوده‌است.